# 헨리크 시엔키에비치

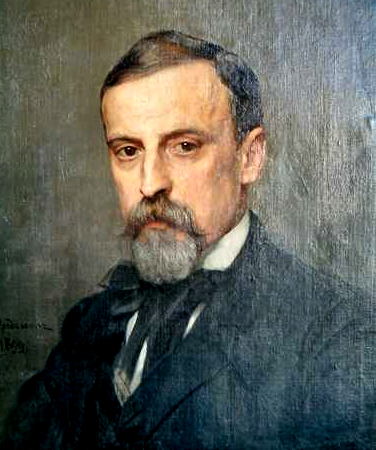
카지미에시 모르다세비치가 그린 시엔키에비치의 초상화

헨리크 아담 알렉산데르 피우스 시엔키에비치(폴란드어: Henryk Adam Aleksander Pius Sienkiewicz, 폴란드어 발음: [ˈxɛnrɨk ˈadam alɛkˈsandɛr ˈpjus ɕɛnˈkʲɛvit͡ʂ], 1846년 5월 5일~1916년 11월 15일)는 폴란드의 소설가이다. 리트보스(폴란드어: Litwos), 무사게테스(폴란드어: Musagetes), 율리우시 폴코프스키(폴란드어: Juliusz Polkowski), K. 도브진스키(폴란드어: K. Dobrzyński)라는 필명들로도 알려져 있다.
러시아의 지배를 받고 있던 폴란드 볼라옥셰이스카 마을의 귀족 집안에 태어나, 바르샤바 대학에서 인문학을 공부하였다. 학생 시절부터 창작에 뜻을 두어 몇 개의 습작을 발표했다. 1876년부터 3년간 미국에 유학, 창작의 시야를 넓힌 후 <등대지기>(1882년), <용사 바르테크>(1882) 등의 단편을 썼다. 등대지기는 미국이 배경인 단편소설이며, 등대지기가 모국어인 폴란드어의 아름다움에 감동하는 이야기이다.
1880년경부터 역사 소설을 써서 발표하였는데, 17세기 폴란드의 이국민(異國民)과의 영웅적인 격전에서 취재한 역사 3부작 <불과 검(劍)>(1884), <대홍수>(1886), <판 보워디요프스키>(1888)에 의해 국민적 인기를 얻었다. 이것은 빼앗긴 조국을 사랑하고 민족을 사랑하는 마음이 잘 나타나 있어 폴란드인에게 큰 힘이 되었다. 기독교인들이 로마제국의 억압에도 강건함을 잃지 않는 이야기인 <쿠오 바디스>로 그의 소설가로서의 명성은 세계적인 것이 되었다. 1905년 노벨 문학상을 수상하고 제1차 세계 대전 중 폴란드 독립 운동과 국제적십자사의 구호 활동에 종사하는 동안 스위스에서 객사했다.

## 수상
- 노벨 문학상(1905년)

### 수훈
- 레지옹 도뇌르 슈발리에 훈장(1904년)
- 오스트리아 제국 예술과학훈장(1900년)
- 르비우 명예시민

## 같이 보기
- 쿠오 바디스